# 렉서스 HS

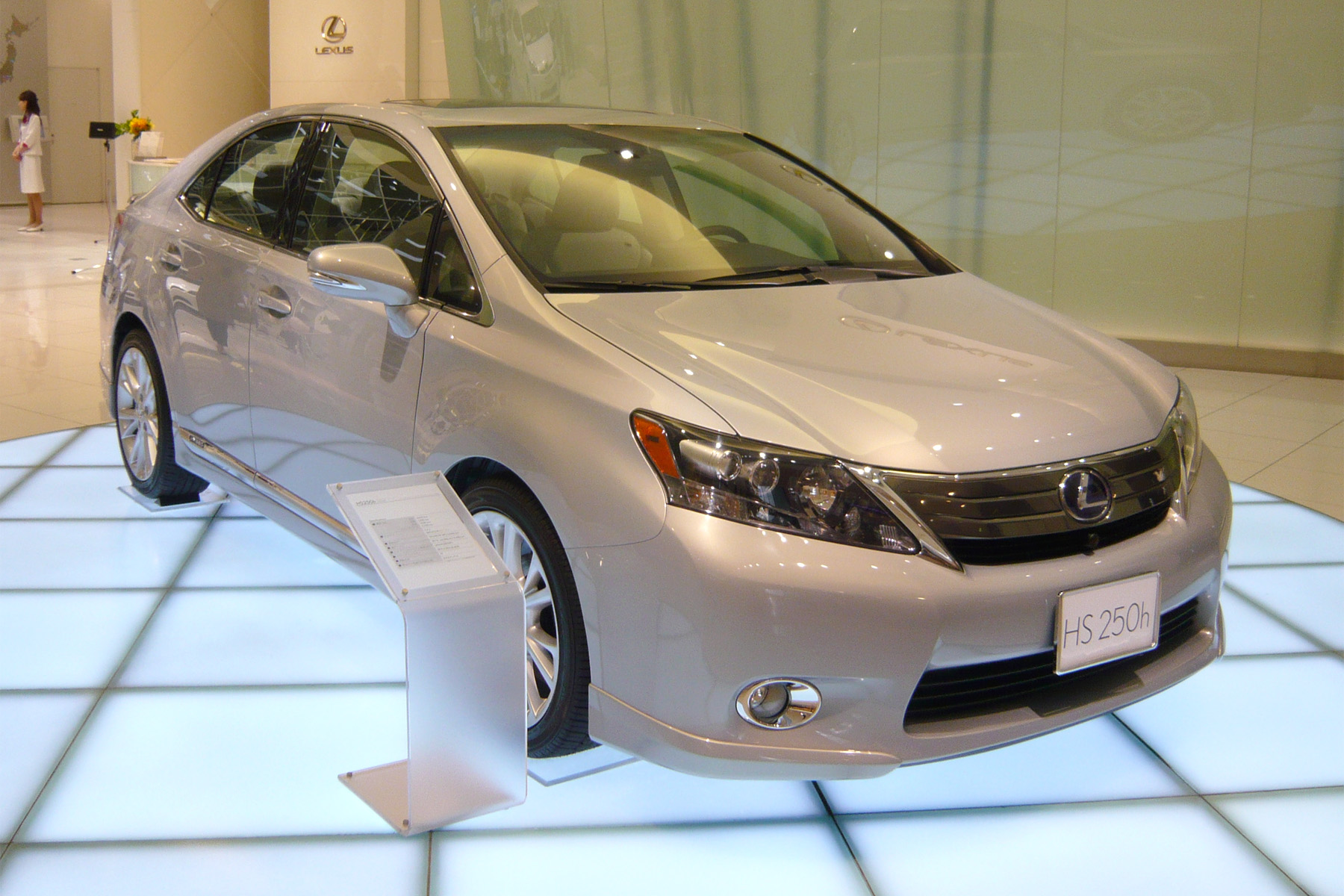
렉서스 HS(전기형) 정측면

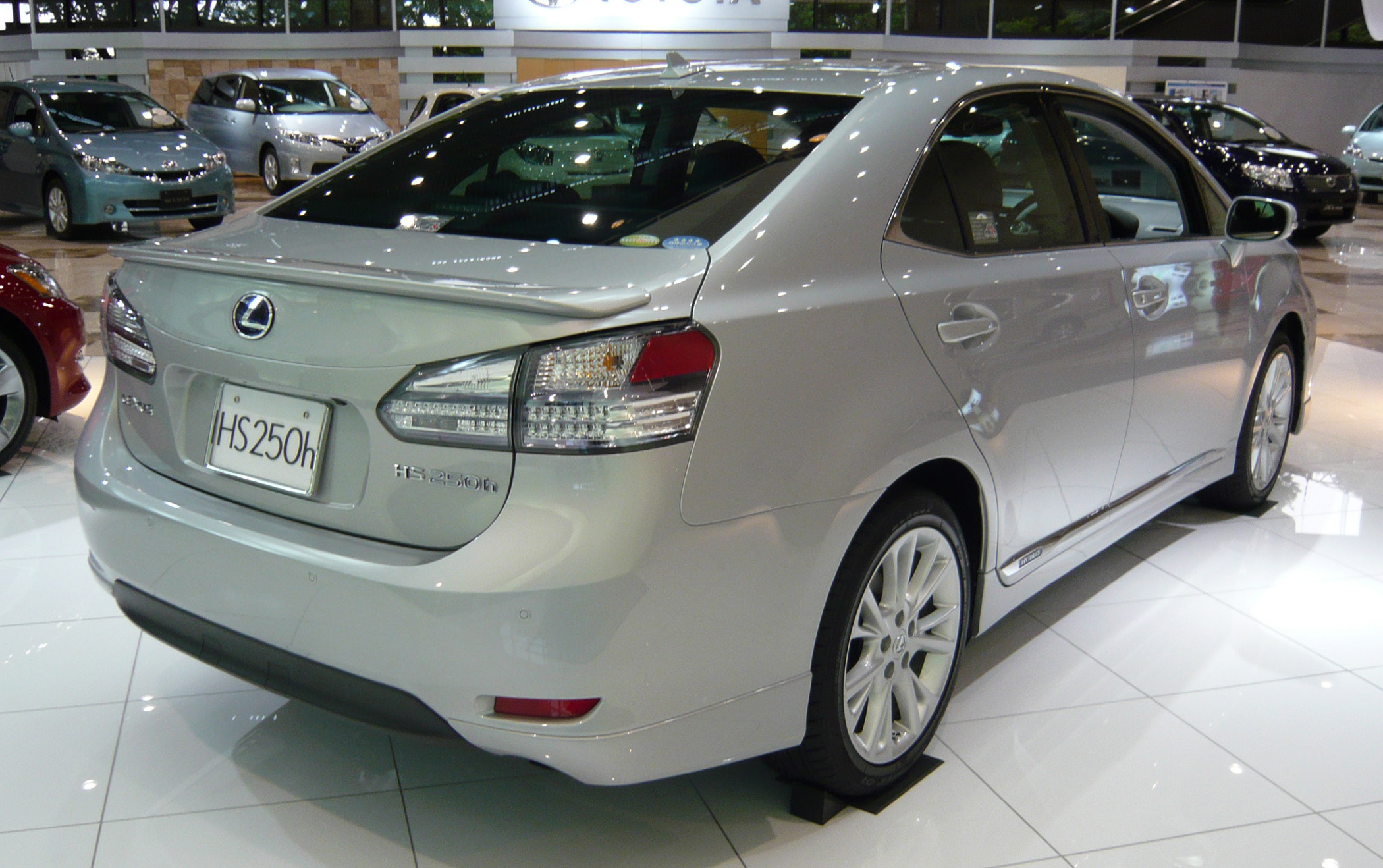
렉서스 HS(전기형) 후측면

렉서스 HS(Lexus HS)는 토요타의 고급 브랜드인 렉서스의 전륜구동 하이브리드 세단이다. HS는 'Harmonious Sedan'의 머릿글에서 따온 것이다. 렉서스 최초의 하이브리드 전용 차종인 HS는 전륜구동 방식의 4도어 세단으로, 2009년에 개최된 북미 국제 오토쇼에서 첫 선을 보였다. 2.4ℓ 가솔린 엔진(2AZ-FXE)에 전기 모터가 결합되었고, 토요타의 독자적인 하이브리드 시스템인 THS-Ⅱ를 답습했다. 일본을 제외하면 미국에서만 판매했으며, 대한민국에는 HS를 출시하지 않았다. 그러나 엔고로 인한 수출 채산성 악화와 함께 더 저렴한 하이브리드 전용 차종이자, 프리우스를 기반으로 한 5도어 해치백인 CT의 출시는 판매 부진의 원인이 되었다. 결국 2012년 1월에 하와이주 이외의 곳에서 판매가 종료되었고, 같은 해 12월에는 하와이주에서의 판매도 종료되어 그 이후로는 일본 내수용으로만 판매되었다. 2013년에는 페이스리프트를 거쳐 렉서스의 새로운 패밀리 룩인 스핀들 그릴과 LED 헤드램프가 적용되었다.
토요타가 ES의 일본 런칭을 선언하여, 2017년에 ES300h에 통합되는 형식으로 결국 단종되었다.

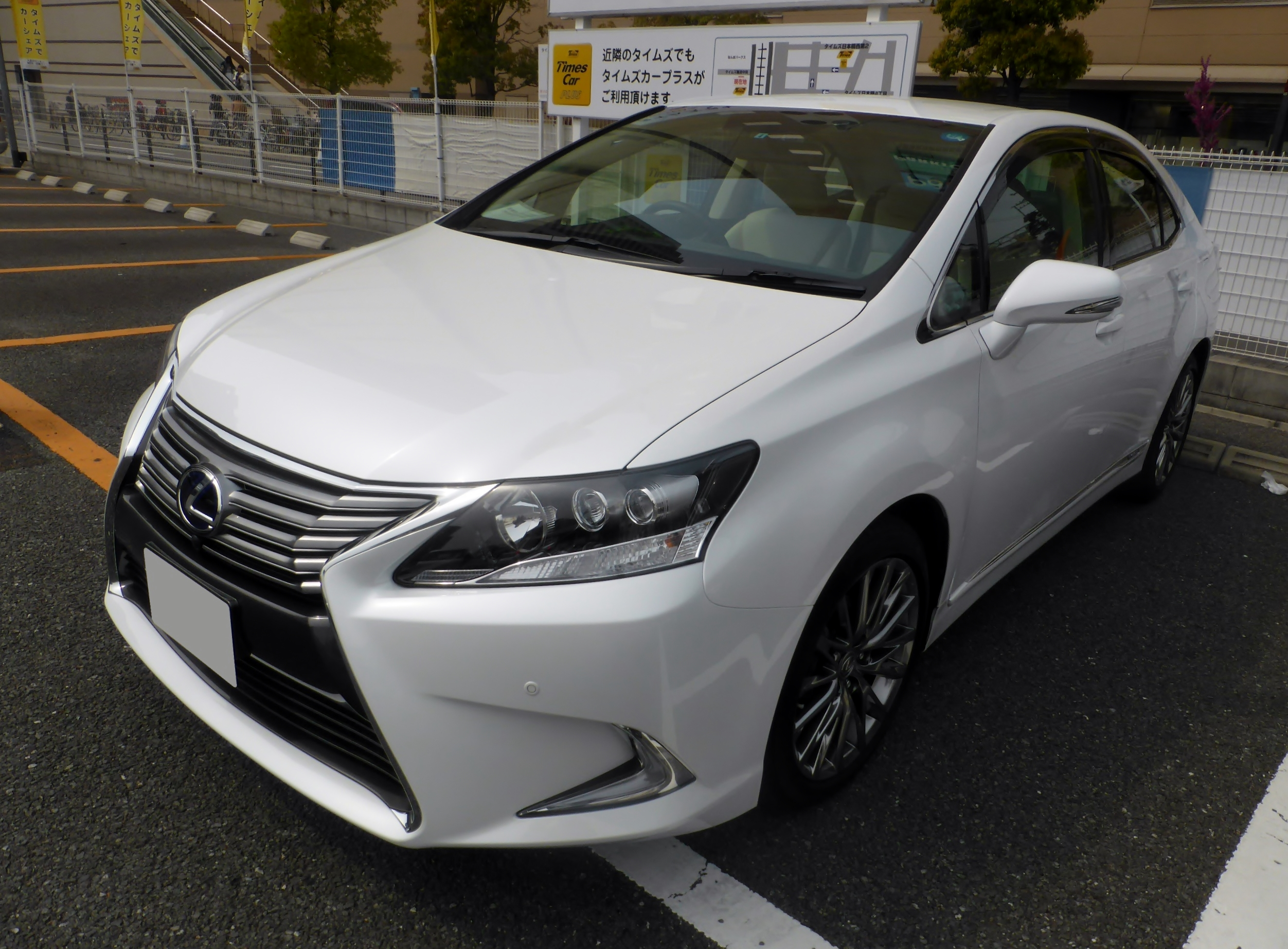
렉서스 HS(후기형) 정측면
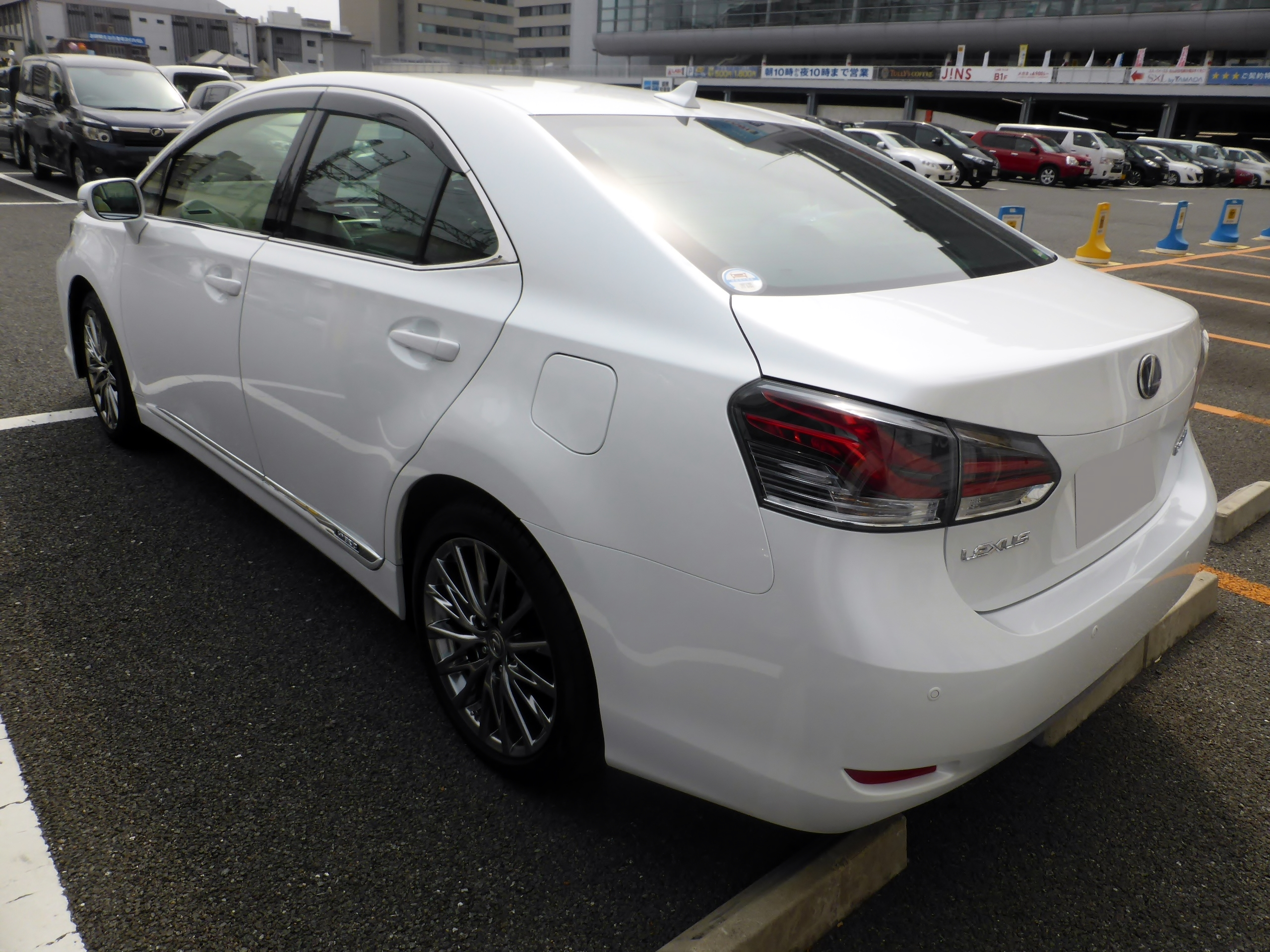
렉서스 HS(후기형) 후측면

## 미디어 게임에서의 등장
- 3D운전교실